# Liste der denkmalgeschützten Objekte in Laxenburg
Die Liste der denkmalgeschützten Objekte in Laxenburg enthält die 30 denkmalgeschützten, unbeweglichen Objekte der Gemeinde Laxenburg.

## Denkmäler
| Foto  |                 | Denkmal | Standort                                                  | Beschreibung | Metadaten |
| ----- | --------------- | --- | --------------------------------------------------------- | --- | --- |
| ja    | Datei hochladen | Bildstock HERIS-ID: 92386 Objekt-ID: 107319                                                                      | vor Eduard Hartmann-Platz 7 Standort KG: Laxenburg        | Pfeilerbildstock mit Stifterinschrift von 1593 | BDA-Hist.: Q37759968 Status: § 2a Stand der BDA-Liste: 2025-06-30 Name: Bildstock GstNr.: 34/4 Bildstock Eduard-Hartmann-Platz |
| ja    | Datei hochladen | Persönlichkeitsdenkmal Kaiser Franz Joseph HERIS-ID: 92376 Objekt-ID: 107308                                     | gegenüber Franz Joseph-Platz 1 Standort KG: Laxenburg     | Die Bronzebüste von Kaiser Franz-Joseph I, geschaffen von Franz Weghaupt, wurde 1908 zum 60-jährigen Regierungsjubiläum errichtet. | BDA-Hist.: Q37759925 Status: § 2a Stand der BDA-Liste: 2025-06-30 Name: Persönlichkeitsdenkmal Kaiser Franz Joseph GstNr.: 201 Monument Franz Joseph I, Laxenburg |
| ja    | Datei hochladen | Bildstock HERIS-ID: 92377 Objekt-ID: 107309                                                                      | gegenüber Franz Joseph-Platz 1 Standort KG: Laxenburg     | Pfeilerbildstock aus dem 17. Jahrhundert mit Reliefs aus dem 20. Jahrhundert von Josef Papst | BDA-Hist.: Q37759938 Status: § 2a Stand der BDA-Liste: 2025-06-30 Name: Bildstock GstNr.: 201 Bildstock, Franz-Joseph-Platz, Laxenburg |
| ja    | Datei hochladen | Ehem. Kaiserbahnhof HERIS-ID: 34375 Objekt-ID: 32572                                                             | Franz Joseph-Platz 3 Standort KG: Laxenburg               | Kopfbahnhof der Lokalbahn Mödling–Laxenburg mit 1847 errichteter Bahnhofshalle | BDA-Hist.: Q37957559 Status: § 2a Stand der BDA-Liste: 2025-06-30 Name: Ehem. Kaiserbahnhof GstNr.: 565/2 Kaiserbahnhof Laxenburg |
| ja    | Datei hochladen | Friedhof und Figurenbildstock Apokalyptischer Engel HERIS-ID: 96951 Objekt-ID: 112636                            | bei Friedhofgasse 6 Standort KG: Laxenburg                | 1788 hierher verlegter Friedhof mit von 1974 bis 1976 erbauter Kapelle | BDA-Hist.: Q37769108 Status: § 2a Stand der BDA-Liste: 2025-06-30 Name: Friedhof und Figurenbildstock Apokalyptischer Engel GstNr.: 61/1, 63/1, 60/6 Friedhof Laxenburg |
| ja    | Datei hochladen | Figurenbildstock hl. Leopold HERIS-ID: 110166 Objekt-ID: 127825 marterl.at: 10781                                | bei Herbert Rauch-Gasse 34 Standort KG: Laxenburg         | Statue von 1885, 1961 aus Wien hierher versetzt | BDA-Hist.: Q37817485 Status: § 2a Stand der BDA-Liste: 2025-06-30 Name: Figurenbildstock hl. Leopold GstNr.: 79/1 Figurenbildstock Heiliger Leopold, Laxenburg |
| ja    | Datei hochladen | Markuslöwe HERIS-ID: 92391 Objekt-ID: 107324 marterl.at: 10774                                                   | Herzog Albrecht-Straße Standort KG: Laxenburg             | Die beiden Markuslöwen, Wappentiere der Republik Venedig, standen oberhalb des Haupteinganges des Wiener Südbahnhofes. Einer der beiden Sandsteinlöwen, die aus den Jahren 1872/1873 stammen, wurde im Jahr 1959 nach Laxenburg übersiedelt. | BDA-Hist.: Q37759977 Status: § 2a Stand der BDA-Liste: 2025-06-30 Name: Markuslöwe GstNr.: 674/1 Markuslöwe (Laxenburg) |
| ja    | Datei hochladen | Ehem. Grünne Haus (Grünes Haus) HERIS-ID: 34374 Objekt-ID: 32571                                                 | Herzog Albrecht-Straße 1 Standort KG: Laxenburg           | 1698 bis 1701 von Christian Alexander Oedtl erbautes spätbarockes Lustschloss, 1766 umgebaut. Der ursprüngliche Name war Palais Dietrichstein.                                                                                               | BDA-Hist.: Q37957546 Status: Bescheid Stand der BDA-Liste: 2025-06-30 Name: Ehem. Grünne Haus (Grünes Haus) GstNr.: 188, 189 Grünne-Haus |
| ja    | Datei hochladen | Tormauerhaus HERIS-ID: 92349 Objekt-ID: 107268                                                                   | Herzog Albrecht-Straße 2 Standort KG: Laxenburg           | Tormauerhaus aus der Mitte des 18. Jahrhunderts mit Kordonbandgliederung | BDA-Hist.: Q37759788 Status: Bescheid Stand der BDA-Liste: 2025-06-30 Name: Tormauerhaus GstNr.: 205/2, 205/3 Tormauerhaus, Laxenburg |
| ja    | Datei hochladen | Pfarrhof mit Ummauerung samt Skulpturenschmuck HERIS-ID: 50123 Objekt-ID: 54773                                  | Herzog Albrecht-Straße 12 Standort KG: Laxenburg          | Zweigeschoßiger Bau mit Walmdach aus dem 17. Jahrhundert, 1760 bis 1773 umgebaut | BDA-Hist.: Q38038207 Status: § 2a Stand der BDA-Liste: 2025-06-30 Name: Pfarrhof mit Ummauerung samt Skulpturenschmuck GstNr.: 224, 223 Laxenburg Rectory |
| ja    | Datei hochladen | Kaiser-Franz-Joseph-Kindergarten HERIS-ID: 96950 Objekt-ID: 112634                                               | Hofstraße 12 Standort KG: Laxenburg                       | | BDA-Hist.: Q37769097 Status: § 2a Stand der BDA-Liste: 2025-06-30 Name: Kaiser Franz Joseph-Kindergarten GstNr.: 138 Kaiser-Franz-Josef-Kindergarten, Laxenburg |
| ja    | Datei hochladen | Rossschwemme mit Figurenbildstock hl. Johannes Nepomuk HERIS-ID: 92380 Objekt-ID: 107312 marterl.at: 10771       | vor Johannesplatz 2 Standort KG: Laxenburg                | Mit Pflastersteinen eingefasster Bachabschnitt mit Nepomukfigur aus dem ersten Viertel des 18. Jahrhunderts | BDA-Hist.: Q37759949 Status: § 2a Stand der BDA-Liste: 2025-06-30 Name: Rossschwemme mit Figurenbildstock hl. Johannes Nepomuk GstNr.: 675/1 Rossschwemme, Laxenburg |
| ja    | Datei hochladen | Ehem. Meierhof HERIS-ID: 59274 Objekt-ID: 70390                                                                  | Johannesplatz 1 Standort KG: Laxenburg                    | Im Kern mittelalterlicher vierseitiger Meierhof mit vorgelegter barocker Fassade von 1770 | BDA-Hist.: Q38086656 Status: § 2a Stand der BDA-Liste: 2025-06-30 Name: Ehem. Meierhof GstNr.: 232/2 |
| ja    | Datei hochladen | Altes Zeughaus HERIS-ID: 40478 Objekt-ID: 40417                                                                  | Johannesplatz 3 Standort KG: Laxenburg                    | Zweigeschoßiger Bau aus dem 16. Jahrhundert, im 18. Jahrhundert umgebaut. | BDA-Hist.: Q37994601 Status: Bescheid Stand der BDA-Liste: 2025-06-30 Name: Altes Zeughaus GstNr.: 266, 267, 268, 269/1, 270, 269/2 |
| ja    | Datei hochladen | Haus des Schlosshauptmannes HERIS-ID: 34377 Objekt-ID: 32574                                                     | Johannesplatz 4 Standort KG: Laxenburg                    | Zweigeschoßiger Bau aus dem späten 18. Jahrhundert mit schlichter Fassade. | BDA-Hist.: Q37957576 Status: Bescheid Stand der BDA-Liste: 2025-06-30 Name: Haus des Schlosshauptmannes GstNr.: 265 |
| ja    | Datei hochladen | Dreifaltigkeitssäule HERIS-ID: 92393 Objekt-ID: 107326 marterl.at: 10609                                         | gegenüber Leopold Figl-Straße 11/1 Standort KG: Laxenburg | Im frühen 18. Jahrhundert auf der Grenze zu Biedermannsdorf errichteter Pfeiler mit Lilienrelief und figürlicher Darstellung der Dreifaltigkeit in Form einer Gnadenstuhlgruppe. 1977 restauriert.                                           | BDA-Hist.: Q37759988 Status: § 2a Stand der BDA-Liste: 2025-06-30 Name: Dreifaltigkeitssäule GstNr.: 594/2 Dreifaltigkeitssäule, Laxenburg |
| ja    | Datei hochladen | Kleiner Reiherstadl HERIS-ID: 92353 Objekt-ID: 107272                                                            | Münchendorfer Straße 1 Standort KG: Laxenburg             | Gebäude von 1700 mit Kreuzgewölben | BDA-Hist.: Q37759809 Status: § 2a Stand der BDA-Liste: 2025-06-30 Name: Kleiner Reiherstadl GstNr.: 263 |
| ja    | Datei hochladen | Ehem. Palais Kaunitz-Wittgenstein / Haus der Mitte / Exerzitienhaus HERIS-ID: 50125 Objekt-ID: 54779             | Münchendorfer Straße 2 Standort KG: Laxenburg             | Dreiflügeliger Barockbau, 1698 bis 1703 unter Andreas Graf Kaunitz erbaut. | BDA-Hist.: Q2047033 Status: § 2a Stand der BDA-Liste: 2025-06-30 Name: Ehem. Palais Kaunitz/ Haus der Mitte/Exerzitienhaus GstNr.: 247, 248 Palais Kaunitz, Laxenburg |
| ja    | Datei hochladen | Gardestöckl HERIS-ID: 34378 Objekt-ID: 32575                                                                     | Münchendorfer Straße 3 Standort KG: Laxenburg             | Zweigeschoßiger Bau aus dem 18. Jahrhundert | BDA-Hist.: Q37957592 Status: Bescheid Stand der BDA-Liste: 2025-06-30 Name: Gardestöckl GstNr.: 262 |
| ja BW | Datei hochladen | Bürgerhaus HERIS-ID: 59514 Objekt-ID: 70859                                                                      | Neudorfer Straße 6 Standort KG: Laxenburg                 | Mit Neudorferstraße 4 ältestes Haus in Laxenburg. Die heutige Bausubstanz mit Fensterfaschen stammt aus dem 17. Jahrhundert, gebaut auf älteren Grundmauern.                                                                                 | BDA-Hist.: Q38087544 Status: Bescheid Stand der BDA-Liste: 2025-06-30 Name: Bürgerhaus GstNr.: 168 Bürgerhaus Neudorferstraße 6, Laxenburg |
| ja    | Datei hochladen | Mariazellerkapelle/Pestkapelle HERIS-ID: 92373 Objekt-ID: 107305                                                 | bei Neudorfer Straße 10 Standort KG: Laxenburg            | Giebelbau mit barockem Schmiedeeisengitter und polychromierten Stuck-Reliefs aus dem 18. Jahrhundert | BDA-Hist.: Q37759890 Status: § 2a Stand der BDA-Liste: 2025-06-30 Name: Mariazellerkapelle/ Pestkapelle GstNr.: 173 Mariazellerkapelle, Laxenburg |
| ja    | Datei hochladen | Gesamtanlage Schlosskomplex und Schlosspark Laxenburg HERIS-ID: 95972 Objekt-ID: 111391                          | Schloßplatz 1, u. a. Standort KG: Laxenburg               | Im großen Schlosspark der Schlösser von Laxenburg findet man das Alte Schloss, das neue Schloss sowie die Franzensburg. Ein kleiner Teil befindet sich in Achau.                                                                             | BDA-Hist.: Q380298 Status: Bescheid Stand der BDA-Liste: 2025-06-30 Name: Gesamtanlage Schlosskomplex und Schlosspark Laxenburg GstNr.: 16/1, 16/3, 16/4, 16/5, 16/6, 16/7, 16/8, 16/11, 16/13, 16/14, 16/16, 16/18, 16/25, 16/27, 16/34, 16/35, 16/36, 16/37, 16/38, 16/39, 16/40, 16/41, 16/42, 16/43, 16/44, 16/45, 16/46, 16/47, 16/48, 16/49, 16/50, 16/51, 16/52, 16/53, 16/54, 16/55, 16/56, 16/57, 16/58, 16/59, 16/60, 16/61, 16/62, 18, 19, 20, 21/1, 21/2, 22, 23, 24, 25, 26, 27, 186, 190, 199, 230, 231, 232/1, 232/2, 234/1, 234/2, 235, 253, 255/1, 255/2, 257, 258, 259, 260, 261, 426, 567, 620/1, 671, 682, 683, 684, 685, 686, 775, 269/1 Laxenburg castles |
| ja    | Datei hochladen | Kath. Pfarrkirche Kreuzerhöhung mit Kirchhof- sowie Terrassenanlage mit Figuren HERIS-ID: 50128 Objekt-ID: 54784 | Schloßplatz 6 Standort KG: Laxenburg                      | Ab 1693 neu erbauter barocker Zentralbau | BDA-Hist.: Q14912741 Status: § 2a Stand der BDA-Liste: 2025-06-30 Name: Kath. Pfarrkirche Kreuzerhöhung mit Kirchhof- sowie Terrassenanlage mit Figuren GstNr.: 222 Holy Cross Church (Laxenburg) |
| ja    | Datei hochladen | Rathaus HERIS-ID: 50129 Objekt-ID: 54785                                                                         | Schloßplatz 7-8 Standort KG: Laxenburg                    | Zweigeschoßiger spätbarocker Bau, 1987/88 innen umgebaut | BDA-Hist.: Q38038233 Status: § 2a Stand der BDA-Liste: 2025-06-30 Name: Rathaus GstNr.: 220/1 Rathaus Laxenburg |
| ja    | Datei hochladen | Wohnhaus, Marien-Apotheke HERIS-ID: 50133 Objekt-ID: 54790                                                       | Schloßplatz 10 Standort KG: Laxenburg                     | Während der Regentschaft Maria-Theresias als neues Gebäude der Normalschule (Volksschule) errichtet und bis 1971 als solche genutzt. Danach zum Wohnhaus mit Apotheke umgebaut.                                                              | BDA-Hist.: Q38038273 Status: § 2a Stand der BDA-Liste: 2025-06-30 Name: Wohnhaus, Marien-Apotheke GstNr.: 218 |
| ja    | Datei hochladen | Apothekerhaus HERIS-ID: 34381 Objekt-ID: 32579                                                                   | Schloßplatz 12 Standort KG: Laxenburg                     | Zweigeschoßiger spätbarocker Bau, im 19. Jahrhundert erweitert | BDA-Hist.: Q37957606 Status: Bescheid Stand der BDA-Liste: 2025-06-30 Name: Apothekerhaus GstNr.: 207 |
| ja    | Datei hochladen | Doktorhaus HERIS-ID: 34382 Objekt-ID: 32580                                                                      | Schloßplatz 14 Standort KG: Laxenburg                     | Gebäude im Kern aus dem 17. Jahrhundert, im 18. Jahrhundert zum Palais ausgebaut | BDA-Hist.: Q37957621 Status: Bescheid Stand der BDA-Liste: 2025-06-30 Name: Doktorhaus GstNr.: 204 Doktorhaus, Laxenburg |
| ja    | Datei hochladen | Barmherzige Schwestern-Kloster mit ehem. Fürst Schwarzenberg'schem Schloss HERIS-ID: 50136 Objekt-ID: 54794      | Schloßplatz 15 Standort KG: Laxenburg                     | Später veränderter dreigeschoßiger Bau aus dem 18. Jahrhundert | BDA-Hist.: Q38038288 Status: § 2a Stand der BDA-Liste: 2025-06-30 Name: Barmherzige Schwestern-Kloster mit ehem. Fürst Schwarzenberg'schem Schloss GstNr.: 240, 237 Monastery Sisters of the Holy Cross Laxenburg |
| ja    | Datei hochladen | Lacy’sches Haus / Palais Lacy HERIS-ID: 50130 Objekt-ID: 54786                                                   | Schloßplatz 16 Standort KG: Laxenburg                     | Zweigeschoßiger dreiflügeliger Barockbau, im 18. Jahrhundert umgebaut | BDA-Hist.: Q38038247 Status: § 2a Stand der BDA-Liste: 2025-06-30 Name: Lacy´sches Haus/ Palais Lacy GstNr.: 232/1 Palais Lacy |
| ja    | Datei hochladen | Leihbücherei und Kindertagesstätte HERIS-ID: 60189 Objekt-ID: 72210                                              | Wiener Straße 2 Standort KG: Laxenburg                    | | BDA-Hist.: Q38090735 Status: § 2a Stand der BDA-Liste: 2025-06-30 Name: Leihbücherei und Kindertagesstätte GstNr.: 28/1 Leihbücherei und Kindertagesstätte Laxenburg |

## Ehemalige Denkmäler
| Foto |                 | Denkmal                                             | Standort               | Beschreibung | Metadaten |
| ---- | --------------- | --------------------------------------------------- | ---------------------- | --- | --- |
| ja   | Datei hochladen | Ehem. Schleusenwärterhaus Objekt-ID: 112536bis 2012 | Standort KG: Laxenburg | Anmerkung: Das Gebäude ist nicht als Denkmal abgegangen, wird aber, da im Schlosspark liegend, nicht mehr extra aufgeführt.                                                                                     | BDA-Hist.: Q106650867 Status: § 2a Stand der BDA-Liste: 2012-06-06 Name: Ehem. Schleusenwärterhaus GstNr.: 23                       |
| ja   | Datei hochladen | Fischerdörflbrücke Objekt-ID: 112574bis 2012        | Standort KG: Laxenburg | Die Fischerdörflbrücke ist die mittlere der drei Brücken über den Forstmeisterkanal. Anmerkung: Die Brücke ist nicht als Denkmal abgegangen, wird aber, da im Schlosspark liegend, nicht mehr extra aufgeführt. | BDA-Hist.: Q106650899 Status: § 2a Stand der BDA-Liste: 2012-06-06 Name: Fischerdörflbrücke GstNr.: 16/1                            |
| ja   | Datei hochladen | Felsenkaskade Objekt-ID: 112582bis 2012             | Standort KG: Laxenburg | Außer dieser großen Felsenkaskade gibt es noch eine kleine Felsenkaskade. Anmerkung: Die Felsenkaskade ist nicht als Denkmal abgegangen, wird aber, da im Schlosspark liegend, nicht mehr extra aufgeführt.     | BDA-Hist.: Q106650902 Status: § 2a Stand der BDA-Liste: 2012-06-06 Name: Felsenkaskade GstNr.: 16/1 Große Felsenkaskade (Laxenburg) |